# Саммит ШОС в Уфе (2015)
Уфимский саммит Шанхайской организации сотрудничества (баш. Шанхай хеҙмәттәшлек ойошмаһының Өфө саммиты, кит. упр. 上海合作组织乌法峰会, англ. Ufa summit of the Shanghai Cooperation Organization) — ежегодное заседание Совета глав государств — членов организации, прошедшее в 15-й раз 9—10 июля 2015 года в России, в столице Башкортостана — городе Уфе.

## Предыстория
Россия уже в чётвертый раз принимала саммит ШОС на своей территории. В последний раз он проводился в 2009 году в Екатеринбурге.
Кроме того, саммиты организации проходили в Санкт-Петербурге и Москве в 2002 и 2003 годах соответственно. Последняя также становилась и местом проведения встречи в формате «Шанхайской пятёрки» в 1997 году.
Этот саммит был примечатален ещё и тем, что параллельно с ним в Уфе также проходил и VII саммит БРИКС.

## Подготовка

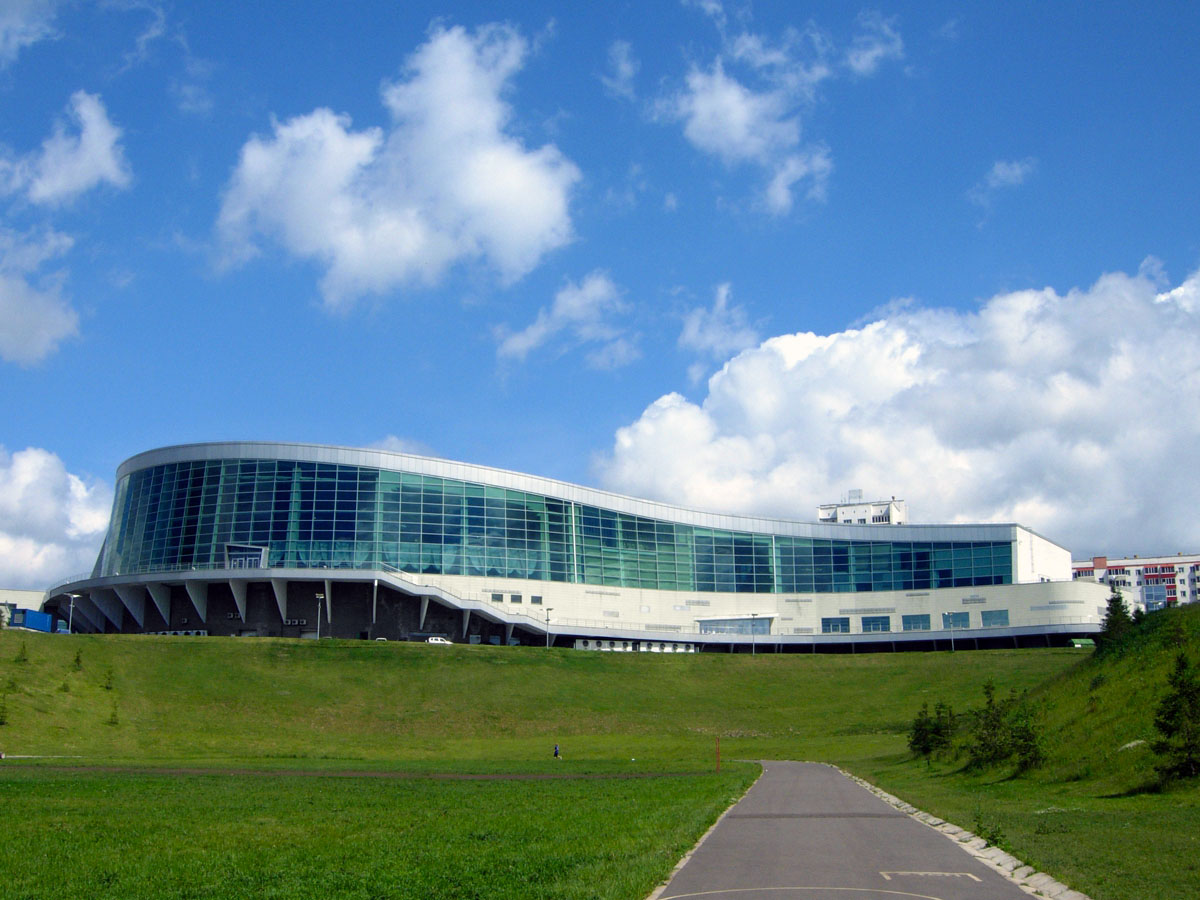
Здание Конгресс-холла, ставшего основной площадкой для встреч.

Подготовка к проведению саммитов началась примерно за два с половиной года до их начала. Саммиты ШОС и БРИКС было решено провести параллельно по двум причинам: возможность одновременной встречи большего количества участников, уменьшение финансовой нагрузки, связанной с проведением мероприятий.
Для работы на саммитах было подготовлено более 600 волонтёров. Затраты по разным данным составили от 10,5 до 15 миллиардов рублей, из которых 2 миллиарда выделено из республиканского бюджета, столько же из федерального, оставшуюся сумму вложили частные инвесторы. Основная часть средств потрачена на реконструкцию здания Конгресс-холла, расширение аэропорта, строительство набережной, модернизацию скверов и парковых зон отдыха, возведение гостиниц международного класса, в том числе таких брендов как Hilton Hotels, Sheraton и Holiday Inn. По словам главы Администрации Уфы Ирека Ялалова к саммиту подготовлено пять тысяч объектов.
Несмотря на объём выполненных работ, результаты подготовки подверглись критике со стороны ряда журналистов и блогеров. Объектами критики стали в первую очередь неприглядные здания и места, завешанные баннерами с изображением природных пейзажей, заасфальтированные или покрытые искусственной травой места для газонов. Особый ажиотаж вызвали публикации в Живом журнале Ильи Варламова. В качестве ответа на критику заместитель главы администрации Уфы по кадрам, связи и социальным вопросам Искандер Сираев заявил, что появление баннеров — «это общепринятая мировая практика» и «многие вещи закрываются так, и это хорошо воспринимается». Самого Варламова местные журналисты ГТРК «Башкортостан» обвинили в необъективности.
К началу саммитов возле здания Конгресс-холла был оборудован пресс-центр на 1000 журналистов площадью 8,5 тысяч м².
Накануне саммитов в Китае был опубликован трёхминутный анимационный ролик, повествующий о геополитической ситуации вокруг стран ШОС и БРИКС.

## Участники

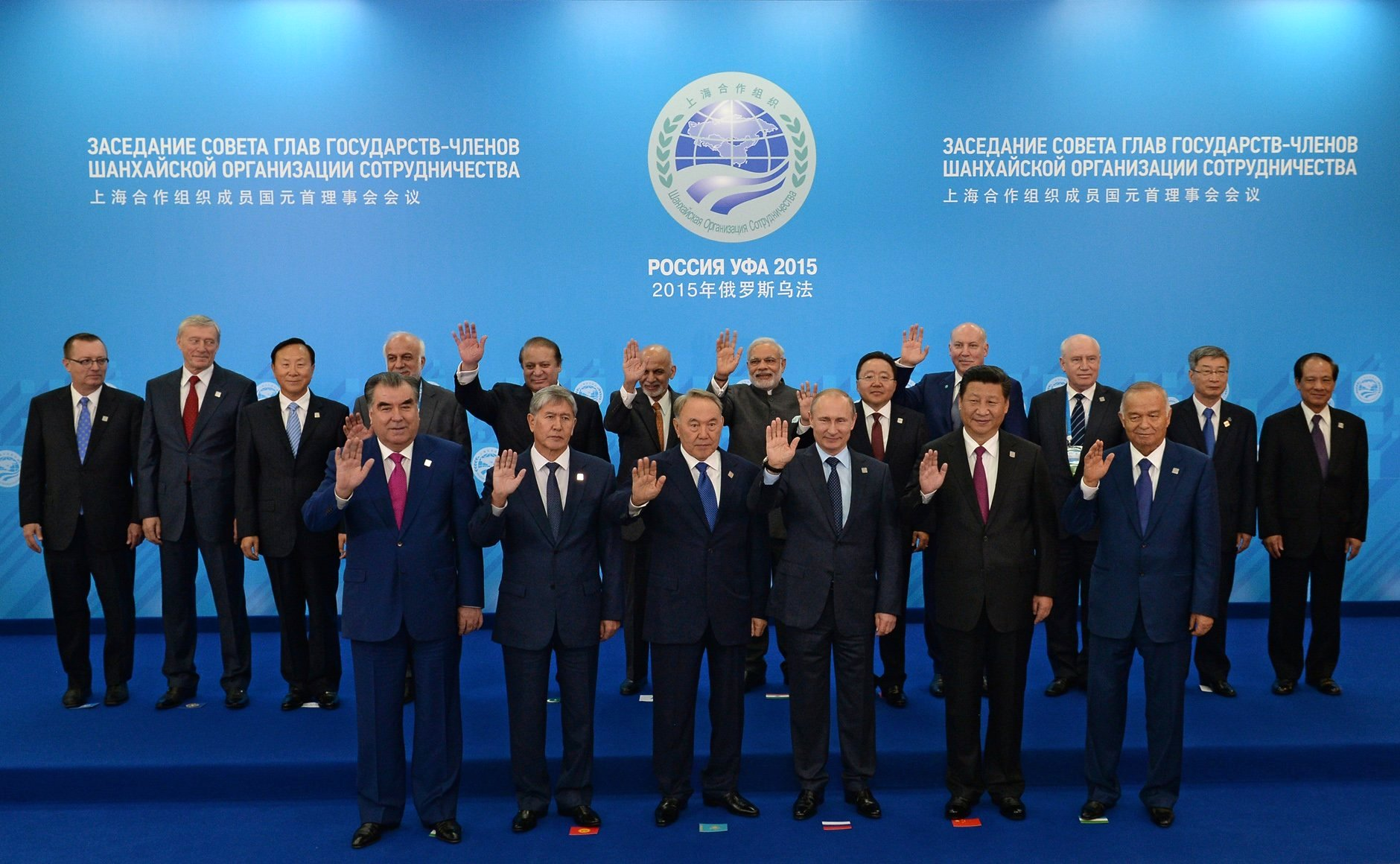
Главы государств и руководители международных организаций, участвовавшие в уфимском саммите ШОС 2015 года в групповом фото

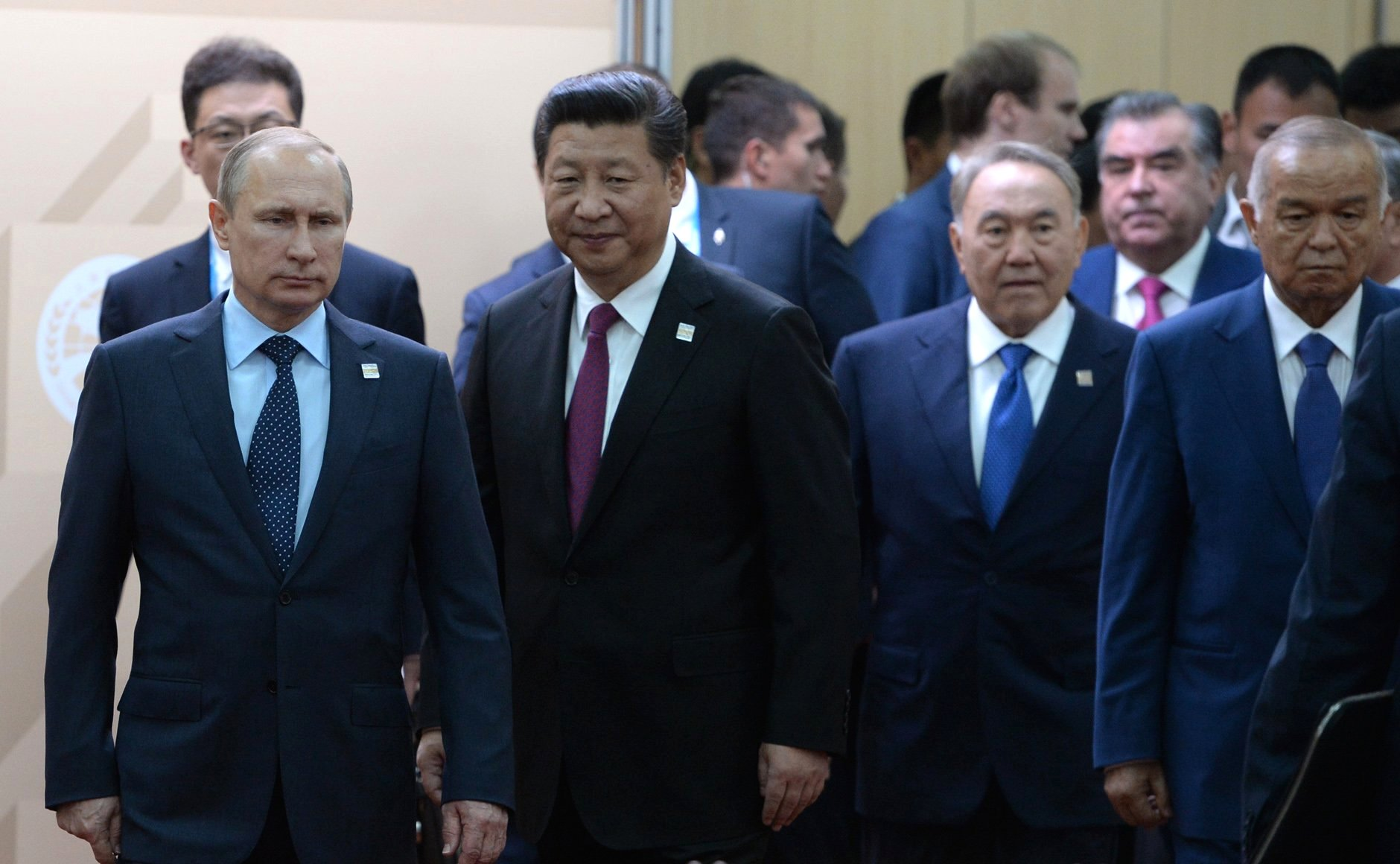
Президент России Владимир Путин, Председатель КНР Си Цзиньпин, Президент Казахстана Нурсултан Назарбаев, Президент Таджикистана Эмомали Рахмон, Президент Узбекистана Ислам Каримов перед началом встречи в узком составе

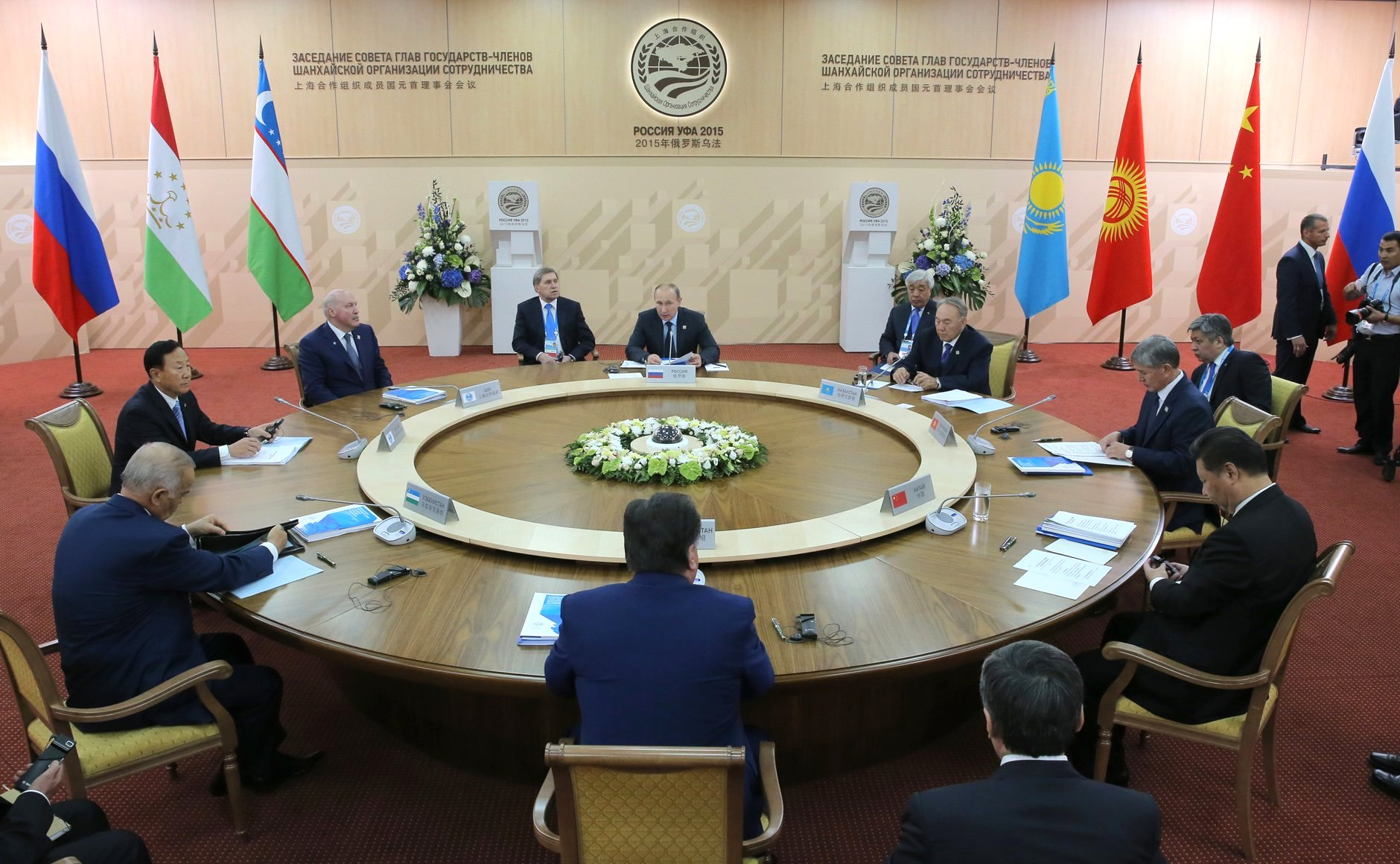
Заседание Совета глав государств — членов ШОС в узком составе (Уфа, 10 июля 2015 года)

На саммите БРИКС, прошедшем до этого участвовал иранскую делегацию возглавил лично президент Хасан Рухани. Однако уже на саммите ШОС вместо него страну представлял замглавы МИДа Ибрахим Рахимпур.

### Главы государств и делегаций
Страна-хозяйка и лидер выделены жирным шрифтом. Главы остальных государств — членов и государств — наблюдателей организации указаны в алфавитном порядке русского языка.
- Россия — президент Владимир Путин (председатель)[21]
- Афганистан — президент Ашраф Ахмадзай[22]
- Индия — премьер-министр Нарендра Моди[23]
- Иран — заместитель министра иностранных дел Ибрахим Рахимпур
- Казахстан — президент Нурсултан Назарбаев[24]
- Китай — председатель Си Цзиньпин[25]
- Кыргызстан — президент Алмазбек Атамбаев[26]
- Монголия — президент Цахиагийн Элбэгдорж[27]
- Пакистан — премьер-министр Наваз Шариф[28]
- Таджикистан — президент Эмомали Рахмон[29]
- Узбекистан — президент Ислам Каримов[24]

### Руководители постоянно действующих органов ШОС
- генеральный секретарь Дмитрий Мезенцев
- директор Исполнительного комитета Региональной антитеррористической структуры Чжан Синьфэн

### Руководители международных организаций
- ООН — заместитель генерального секретаря по политическим вопросам Джеффри Фелтман
- АСЕАН — генеральный секретарь Ле Лыонг Минь
- ОДКБ — генеральный секретарь Николай Бордюжа
- СВМДА — исполнительный директор секретариата Гун Цзяньвэй
- СНГ — председатель исполнительного комитета — исполнительный секретарь Сергей Лебедев

## Результаты
Результатом дискуссий в рамках уфимского саммита стало утверждение солидного набора документов, в том числе Стратегии развития ШОС до 2025 года.
Подписана Уфимская декларация глав государств — членов Шанхайской организации сотрудничества, в которой зафиксированы консолидированные подходы стран — участниц объединения к его дальнейшему развитию, ключевым международным и региональным проблемам.
Принято решение о начале процедуры приёма Индии и Пакистана в полноправные члены организации. Также Беларусь получила статус государства — наблюдателя, а Азербайджан, Армения, Камбоджа и Непал — партнёра по диалогу.
Кроме того, участниками саммита был принят ряд заявлений, в том числе о сотрудничестве в связи с 70-й годовщиной победы над фашизмом во Второй мировой войне, а также заявление по проблеме наркоугрозы.
Подписаны соглашение о сотрудничестве и взаимодействии по пограничным вопросам и программа сотрудничества в борьбе с терроризмом, сепаратизмом и экстремизмом на 2016—2018 годы.
Председательство в организации на период 2015—2016 гг. перешло к Узбекистану.

## Галерея

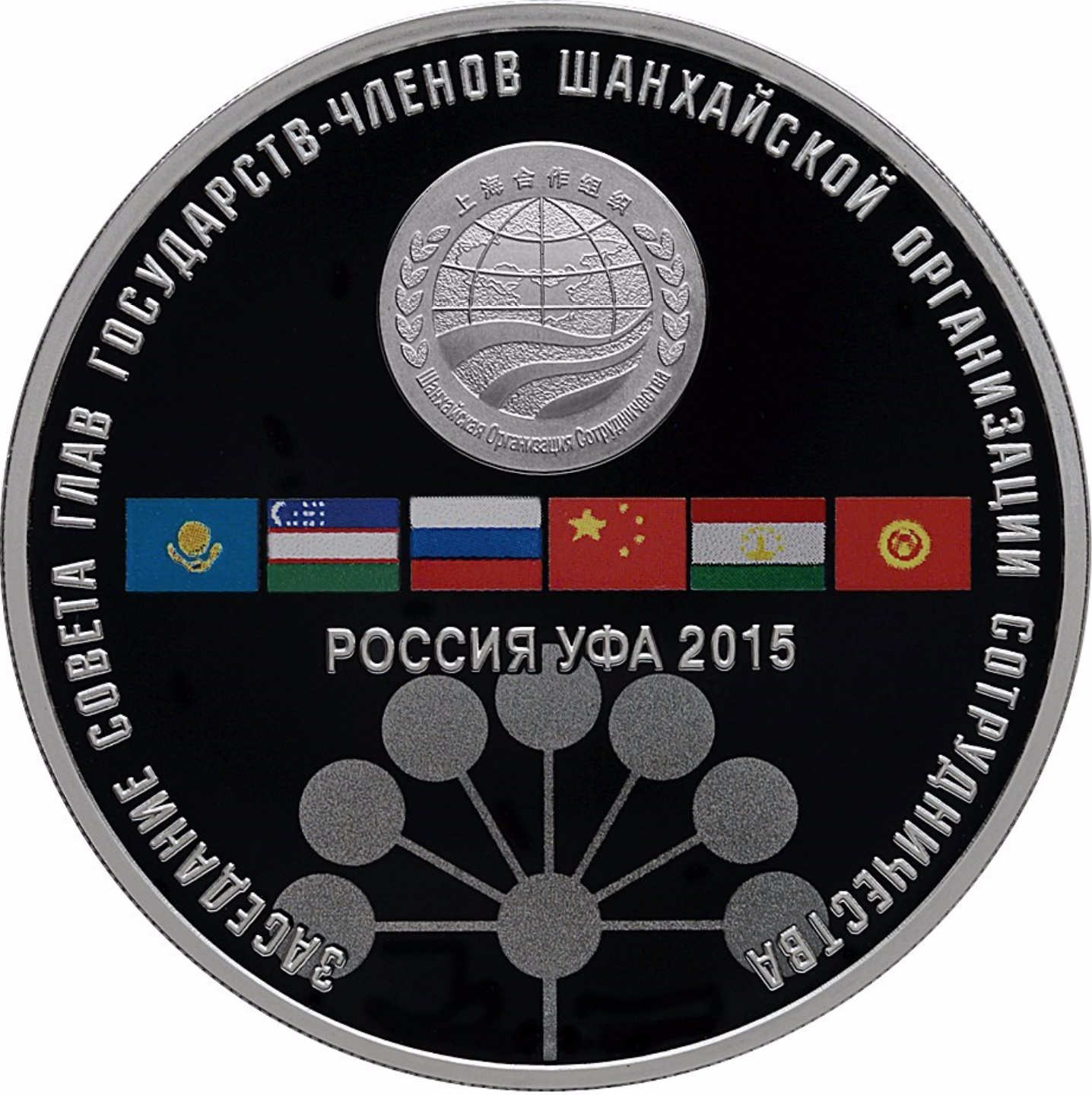
Памятная монета Банка России (2015)